# Adam Massinger
| 727 Nipponia   | 11 febbraio 1912 |
| 731 Sorga      | 15 aprile 1912   |
| 732 Tjilaki    | 15 aprile 1912   |
| 770 Bali       | 31 ottobre 1913  |
| 772 Tanete     | 19 dicembre 1913 |
| 776 Berbericia | 24 gennaio 1914  |
| 785 Zwetana    | 30 marzo 1914    |

Adam Massinger (Feudenheim, 6 settembre 1888 – Ypres, 21 ottobre 1914) è stato un astronomo tedesco.
Figlio di un albergatore, dopo le scuole secondarie, a partire dal 1908 studiò scienze e matematica all'Università di Heidelberg, dove si specializzò in astronomia e dove trovò un primo impiego nel 1910 come assistente all'osservatorio dell'università. Nell'autunno del 1912 si trasferì all'estero per un corso di specializzazione, ma nel 1914, allo scoppio della prima guerra mondiale, tornò in Germania per arruolarsi come volontario. Morì al fronte nei primi mesi del conflitto a soli ventisei anni.
Il primo asteroide da lui scoperto, il 22 marzo 1911, ricevette la designazione provvisoria LP 1911, ma le pessime condizioni atmosferiche al momento dell'osservazione astronomica non consentirono a Massinger di individuare l'orbita esatta del nuovo corpo celeste che in seguito non riuscì più a rintracciare. Il Minor Planet Center gli accredita le scoperte ufficiali di sette asteroidi, effettuate tra il 1912 e il 1914.
In quegli anni studiò anche le nebulose ed esaminò più di 4400 immagini di nebulose cercando di identificare qualche tipo di regolarità nella loro distribuzione nello spazio interstellare.
L'astronomo Franz Kaiser gli ha dedicato l'asteroide 760 Massinga, da lui scoperto nel 1913.